# カドハリイ
カドハリイ（角針藺、Eleocharis tetraquetra var. tsurumachii）は、単子葉類カヤツリグサ科ハリイ属に属する植物である。2022年（令和4年）に国内希少野生動植物種に指定された。

## 特徴
- 草丈は60-80cm[3]。
- 6-9月にかけて、50個ほどの花がまとまった1cmほどの小穂を形成する[3]。
- 湿地に生息する[4]。

## 分布
茨城県、福岡県。ただし、福岡県では絶滅した可能性が高く、現存する生息地は茨城県のみとされる。

## 保全状況
生息地の開発や環境の変化により減少している。